# نشان شهرت
نشان شهرت (ترکی آذربایجانی: Şöhrət ordeni) یکی از نشان‌های افتخار در جمهوری آذربایجان به حساب می‌آید که از سوی رئیس‌جمهوری این کشور اعطا می‌گردد.

## تاریخچه و امتیاز
نشان شهرت به فرمان شماره ۷۵۷ حیدر علی‌اف، رئیس‌جمهور وقت جمهوری آذربایجان، بنا شد و در ۶ دسامبر سال ۱۹۹۳ به تأیید مجلس ملی این کشور رسید. نشان به اتباع جمهوری آذربایجان، خارجیان و غیرشهروندان در مقابل خدمات زیر اهدا می‌شود:
- کمک‌های ویژه به توسعه اقتصادی، علمی، اجتماعی و فرهنگی آذربایجان؛
- مشارکت‌های ویژه در ایجاد و تقویت صلح و دوستی و توسعه همکاری بین مردمان؛
- خدماتی که خروجی فوق‌العاده و مفیدی را در زمینه‌های صنعتی، حمل‌ونقل، ارتباطات، ساخت‌وساز و همچنین در سایر حوزه‌های مزتبط با اقتصاد به همراه داشته باشد؛
- مشارکت‌های ویژه در عرصه‌های علوم، آموزش و پرورش و بهداشت.[۳]

نشان شهرت به صورت آویز بر روی سمت چپ سینه نسب می‌شود. چنانچه فرد اخذ کننده نشان‌های دیگری داشته باشد، به دنبال نشان شرف سنجاق زده می‌شود.

## طراحی
نشان شهرت نشانی هلال افقی شکل است. از سمت پایین در میانه این نشان دارنده تزییات ملی آذربایجان، تصویر آفتاب درخشان با پرتوهای رو به بالا و در کنار آن تصویر برگ بو با برگ‌ها تعبیه شده‌است. جنس آن نقره با رنگ زرین و به روبان هشت‌ضلعی سفیدرنگ وصل است. این نشان به اندازه‌های ۳۲ میلی‌متر (۱٫۳ اینچ) در ۳۸ میلی‌متر (۱٫۵ اینچ)، روبان - ۲۷ میلی‌متر (۱٫۲ اینچ) در ۴۷٫۵ میلی‌متر (۱٫۸۷ اینچ) طراحی شده‌است.
در امتداد پرتوهای رو به بالا یک کمربند طلایی رنگین کمان شکل هست که نوک شاخه‌های برگ بو را به هم متصل می‌کند و بر روی آن عبارت شهرت تعبیه شده‌است. پشت نشان جلا داده شده و بر رویش شماره اش حکاکی شده‌است.